# 㟖岗黄皮
㟖岗黄皮（学名：Clausena yunnanensis var. longgangensis）是芸香科黄皮属云南黄皮的变种。分布于中国大陆的广西等地，多生长在石灰山坡密林中，目前尚未由人工引种栽培。

## 别名
毛云南黄皮